# Centrosimetrična matrika
Centrosimetrična matrika je matrika, ki je rotacijsko simetrična glede na svoje središče. To pomeni, da je matrika {\displaystyle A\,} z razsežnostjo {\displaystyle n\times n\,} centrosimetrična, ko zanjo velja
{\displaystyle A_{ij}=A_{n-i+1,n-j+1}\,} za vse {\displaystyle 1\leq (i,j)\leq n\,}.
Ča z {\displaystyle J\,} označimo matriko z razsežnostjo {\displaystyle n\times n\,}, ki ima enice na stranski diagonali in ničle na vseh drugih mestih, potem je matrika {\displaystyle A\,} centrosimetrična, če in samo, če velja {\displaystyle AJ=JA\,}.  Matrika {\displaystyle J\,} se imenuje tudi matrika zamenjave.
Simetrične centrosimetrične včasih imenujemo tudi bisimetrične matrike.

## Zgledi
- Centrosimetrične matrike z razsežnostjo {\displaystyle 2\times 2\,} imajo obliko

{\displaystyle {\begin{bmatrix}a&b\\b&a\end{bmatrix}}.}
- Centrosimetrične matrike z razsežnostjo {\displaystyle 3\times 3\,} imajo obliko

{\displaystyle {\begin{bmatrix}a&b&c\\d&e&d\\c&b&a\end{bmatrix}}.}
- simetrične  Toeplitzove matrike so centrosimetrične.

## Značilnosti[1]
- matrika {\displaystyle A\,} je centrosimetrična, če velja {\displaystyle A=JAJ\,}, kjer je {\displaystyle J\,} matrika zamenjave
- matrika je centrohermitska, če zanjo valja {\displaystyle A^{T}=JA^{H}J\,}, kjer je z {\displaystyle A^{H}\,} označena konjugirano transponirana matrika matrike {\displaystyle A\,}.